# Avraham Biton
Avraham Biton (hebrejsky: אברהם ביטון, žil 21. února 1923 – 18. února 2005) byl izraelský politik a poslanec Knesetu za strany Ma'arach, Izraelská strana práce a opět Ma'arach.

## Biografie
Narodil se v tehdejší mandátní Palestině. Ve věku šestnácti let se zapojil do židovských jednotek Hagana, byl velitelem jednotky. Během války za nezávislost v roce 1948 sloužil v izraelské armádě a velel oddílu v rámci brigády Givati. Byl demobilizován s hodností majora (Rav Seren). Od roku 1947 pracoval ve firmě později známé jako Israel Electric Corporation, byl předsedou jejího sekretariátu.

## Politická dráha
V izraelském parlamentu zasedl po volbách v roce 1965, za formaci Ma'arach. V průběhu volebního období dočasně přešel s celou stranou do poslaneckého klubu Strany práce, aby se pak vrátil k názvu Ma'arach. Byl členem parlamentního výboru práce, výboru pro záležitosti vnitra, výboru pro veřejné služby a výboru finančního. Ve volbách v roce 1969 poslanecký mandát neobhájil.